# Emphreus lineatipennis
Emphreus lineatipennis là một loài bọ cánh cứng trong họ Cerambycidae.